# Porvoo
Porvoo [ˈpɔrvɔː] (finnisch) oder Borgå [ˈbɔrgo] (schwedisch) ist eine Stadt und ein Bischofssitz am Finnischen Meerbusen im Süden Finnlands, 50 km nordöstlich von Helsinki. Sie hat eine Fläche von 654,78 km², davon 10,22 km² Gewässer. Die Stadt ist zweisprachig, 64 Prozent der Einwohner sprechen Finnisch, 33 Prozent sind Finnlandschweden.

## Der Name
Der ursprüngliche schwedische Name Borgå nimmt Bezug auf eine mittelalterliche Festung in der Nähe des gleichnamigen Flusses Borgå å (finnisch Porvoonjoki), an dem die Stadt liegt. Borg bedeutet ‚Burg‘ und å ‚Fluss‘. Porvoo ist die ins Finnische übertragene Form des Namens.

## Geschichte
Porvoo, gelegen an der alten Königsstraße, war bereits im 13. Jahrhundert ein bedeutendes Handelszentrum. Die Stadt erhielt 1346 vom schwedischen König Magnus Erikkson die Stadtrechte und ist damit nach Turku (schw. „Åbo“) die zweitälteste Stadt Finnlands. Als 1550 Helsinki (schw. „Helsingfors“) gegründet wurde, befahl Gustav Vasa den Bürgern der Stadt die Übersiedlung dorthin. Der folgende Niedergang hielt jedoch nur bis 1579 an, als in jenem Jahr die Stadtprivilegien erneuert wurden. Im Jahre 1708 zerstörten die Russen die Stadt. 1809 fiel sie mit ganz Finnland an Russland. Ab dem 28. März 1809 hielt Zar Alexander I. in Porvoo die erste finnische Reichstagsversammlung des neu gegründeten russischen Großfürstentums Finnland ab, bei der die finnische Staatsreligion und die Rechte des Reichstags bekanntgegeben wurden. Im 19. Jahrhundert wurde Porvoo der Wohnsitz zahlreicher finnischer Dichter und Künstler.
Seit 1923 ist Porvoo Bischofssitz des Bistums Borgå, das die schwedischsprachigen Gemeinden Finnlands sowie die deutsche evangelisch-lutherische Gemeinde umfasst. In der Stadt wurde 1992 die Porvoo-Gemeinschaft, ein nicht-institutioneller Zusammenschluss von zwölf europäischen Kirchen anglikanischer und lutherischer Konfession, gegründet.

## Bevölkerungsentwicklung
Entwicklung der Bevölkerungszahl (ab 1960 jeweils mit Stand zum 31. Dezember):
| Jahr | Bevölkerung |
| ---- | ----------- |
| 1693 | 00.570      |
| 1740 | 01.600      |
| 1960 | 27.450      |
| 1970 | 32.224      |
| 1980 | 38.296      |
| 1985 | 39.833      |
| 1990 | 41.930      |

| Jahr | Bevölkerung |
| ---- | ----------- |
| 1995 | 43.315      |
| 2000 | 44.969      |
| 2005 | 46.982      |
| 2010 | 48.768      |
| 2015 | 49.928      |
| 2020 | 50.619      |
| 2022 | 51.232      |

## Sehenswürdigkeiten
Die mittelalterlich wirkenden, bunten Holzhäuser und engen Gassen der malerischen Altstadt (unter Denkmalschutz) sind größtenteils erst nach dem Großbrand von 1760 entstanden. Das ehemalige Rathaus von 1764 beherbergt ein Museum. Reizvoll sind auch die rostroten Salzspeicher (18. Jahrhundert) am Ufer des Flusses Porvoonjoki. Der Dom von Porvoo mit seinem Giebel aus roten Ziegeln ist das Wahrzeichen der Stadt. Er wurde Mitte des 15. Jahrhunderts fertiggestellt, geht in Teilen aber auf die Zeit um 1410 zurück. Im Jahr 2006 wurde der Dom durch ein verheerendes Feuer teilweise zerstört, aber wieder aufgebaut.
In Porvoo lebte seit 1837 der finnische Nationaldichter Johan Ludvig Runeberg. Zu dessen Gedächtnis verleiht die Stadt seit 1987, dem 150. Jahr seiner Ankunft in Porvoo, den Runeberg-Preis. In seinem Wohnhaus ist ein Museum eingerichtet. Ebenso wirkte der Bildhauer Ville Vallgren in Porvoo.
In Porvoo befindet sich die Museumseisenbahn Porvoon Museorautatie, die historische Fahrzeuge der finnischen Staatsbahn VR-Yhtymä unterhält.

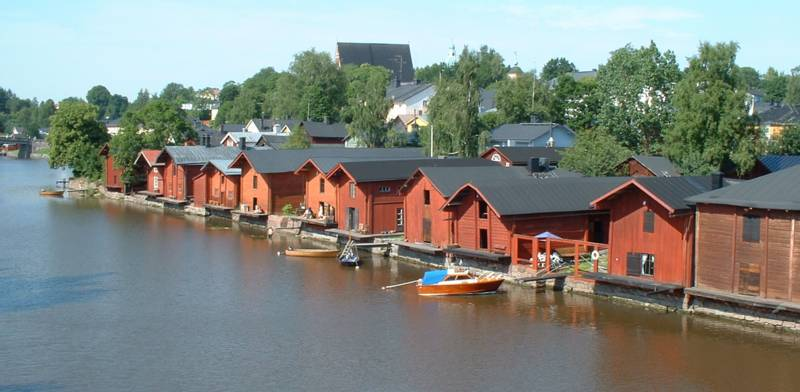
Die Stadt Porvoo ist berühmt für ihre malerischen Holzhäuser.
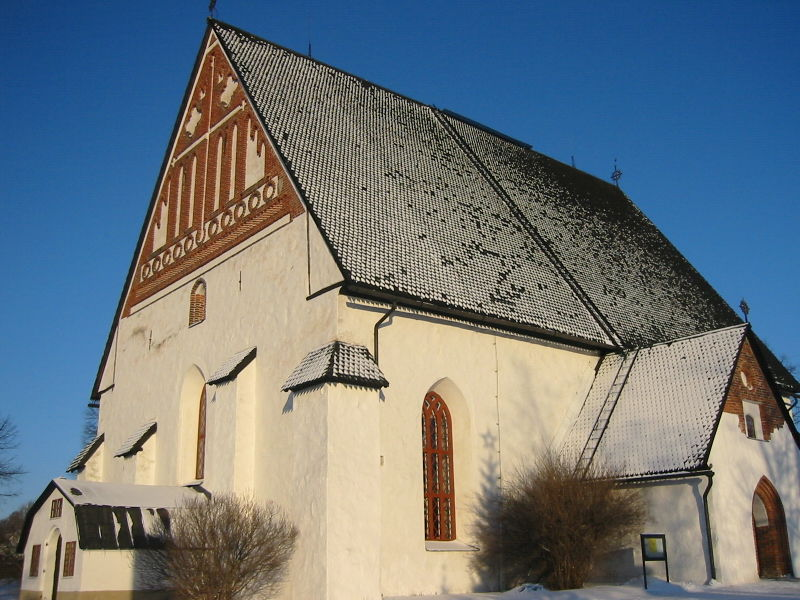
Der Dom aus dem 15. Jahrhundert (vor dem Brand von 2006)
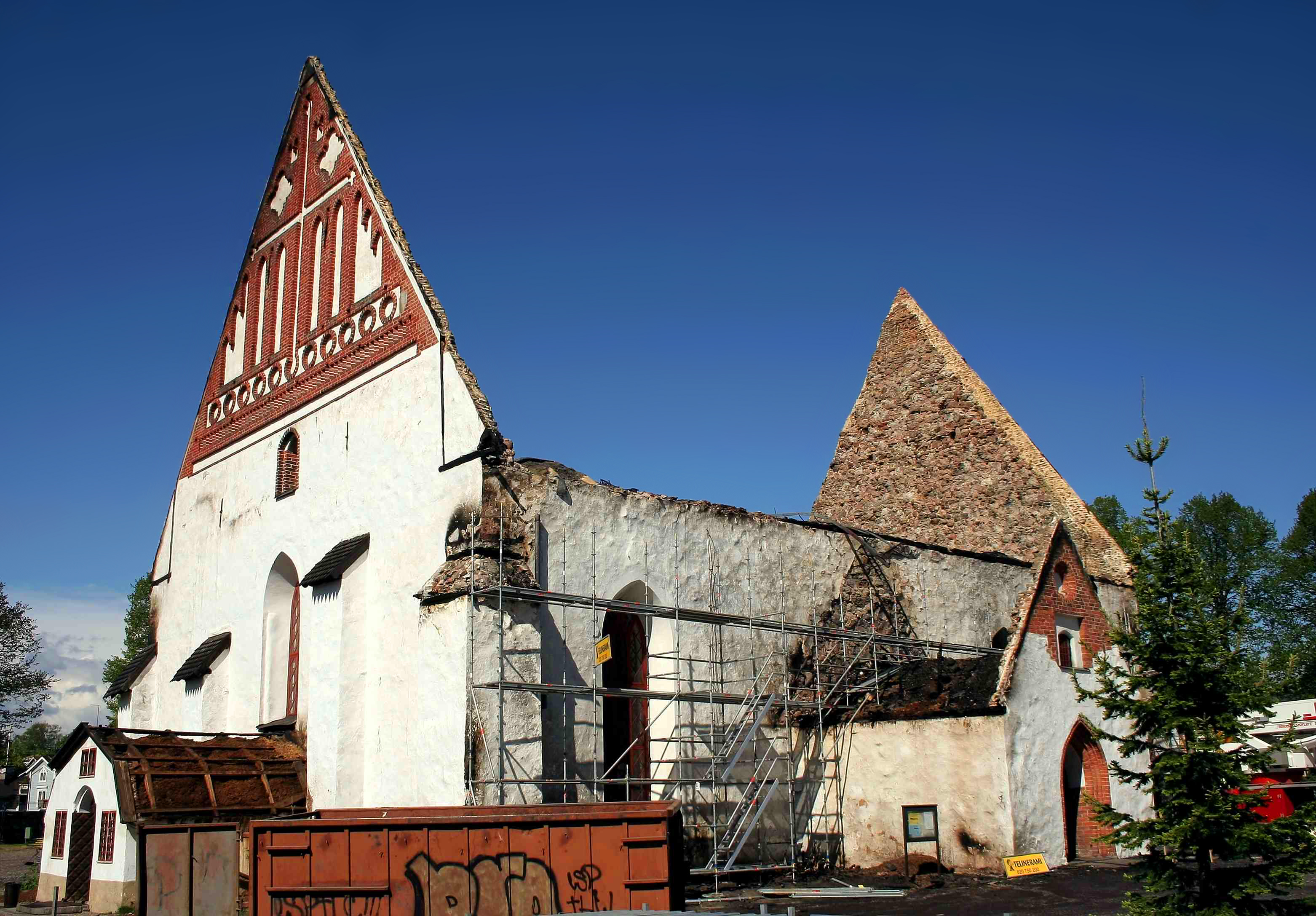
Der Dom am Tag nach dem verheerenden Feuer vom 29. Mai 2006
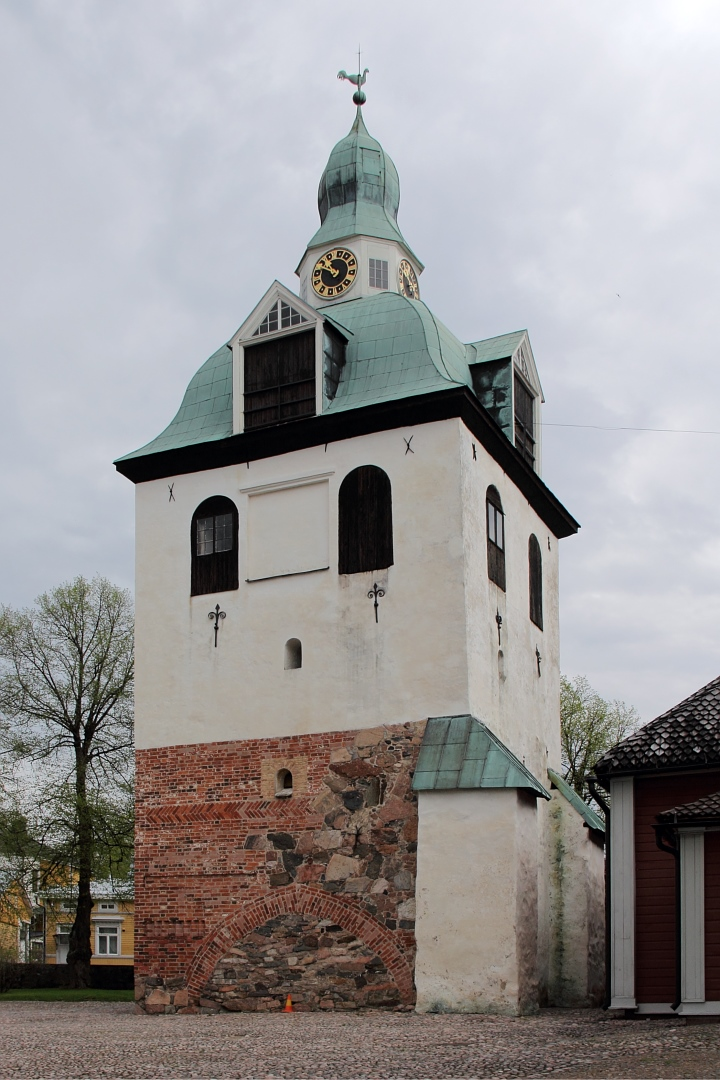
Glockenturm des Doms
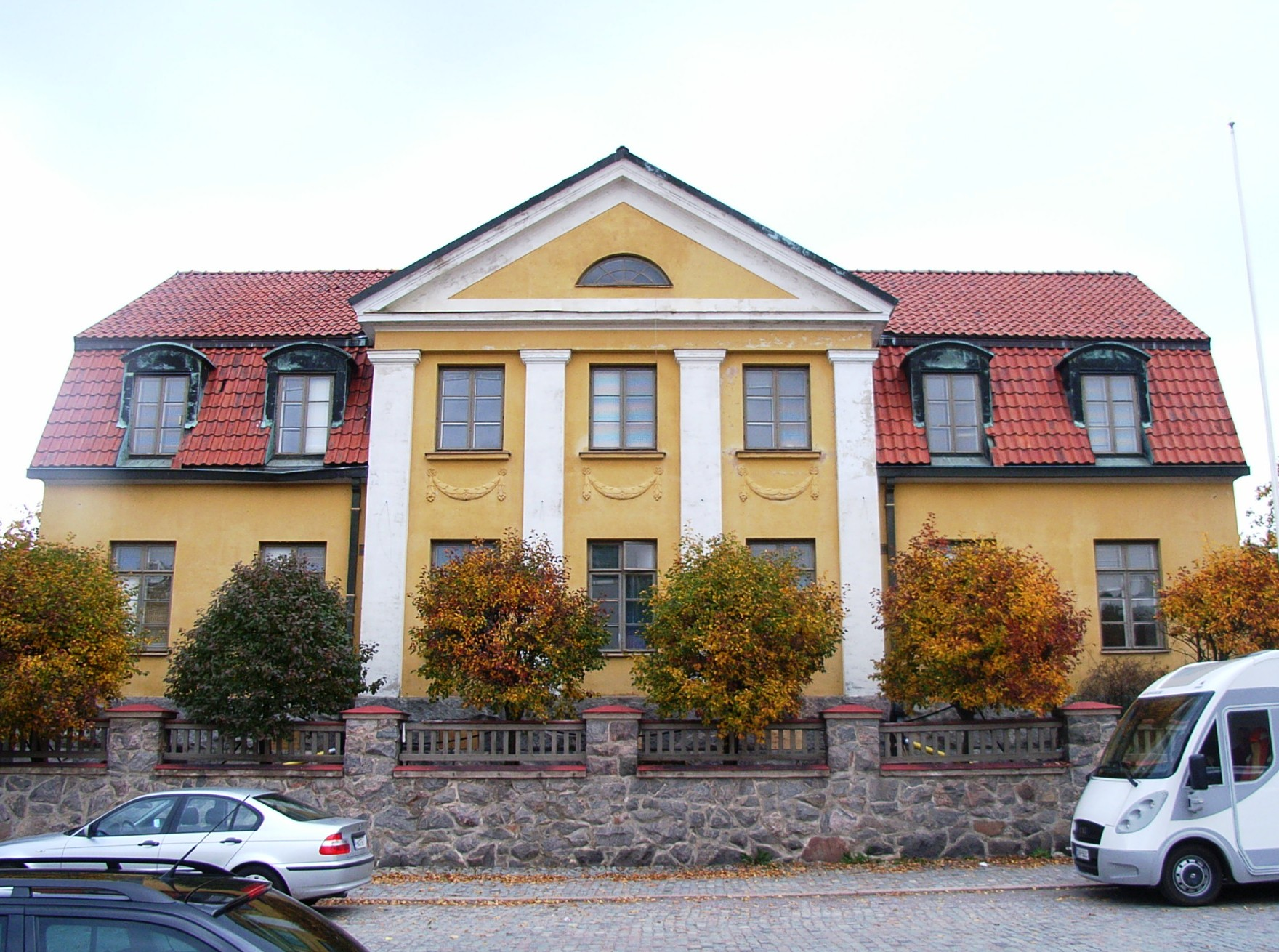
Bischöfliche Residenz
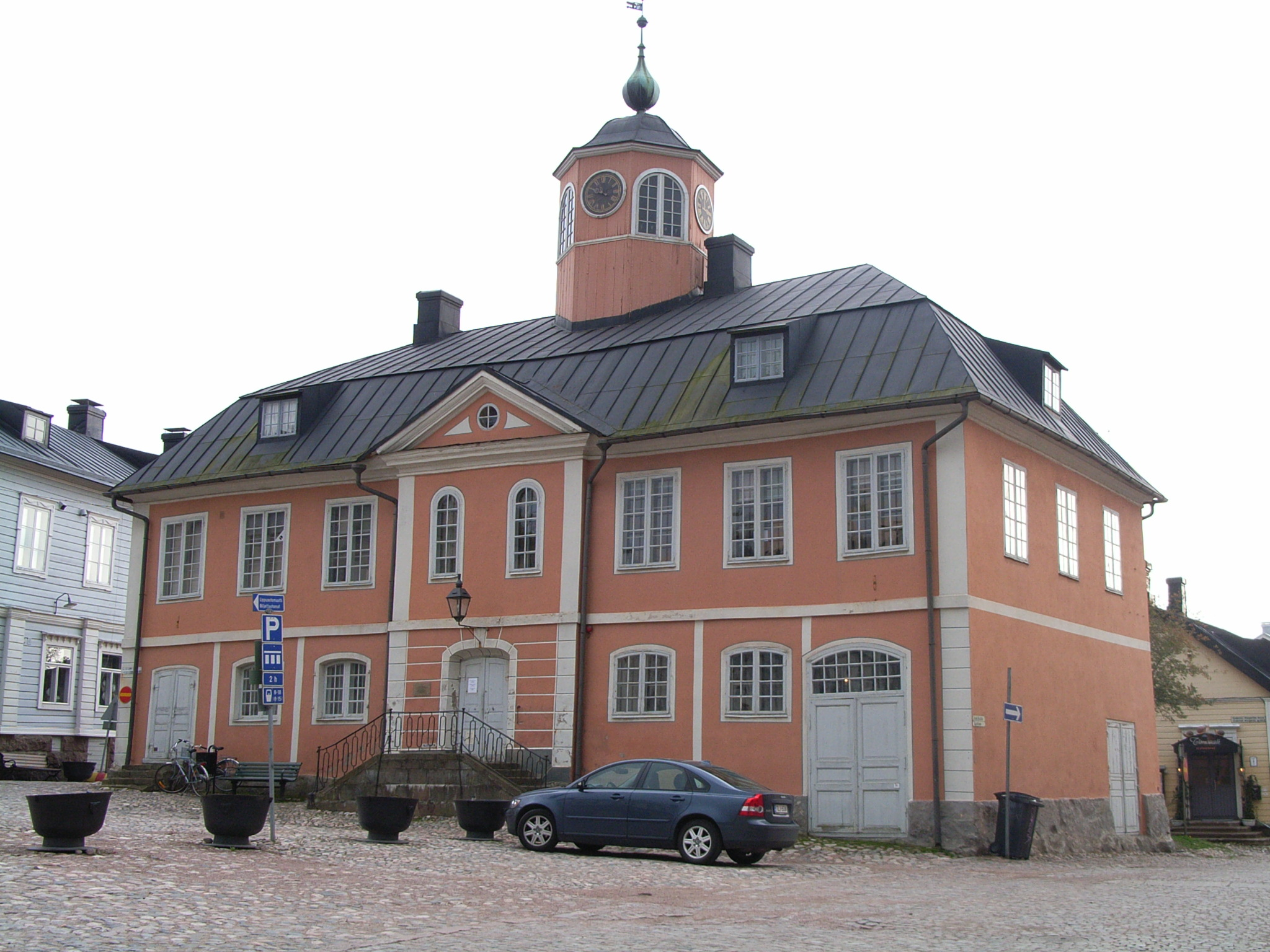
Altes Rathaus (1764)
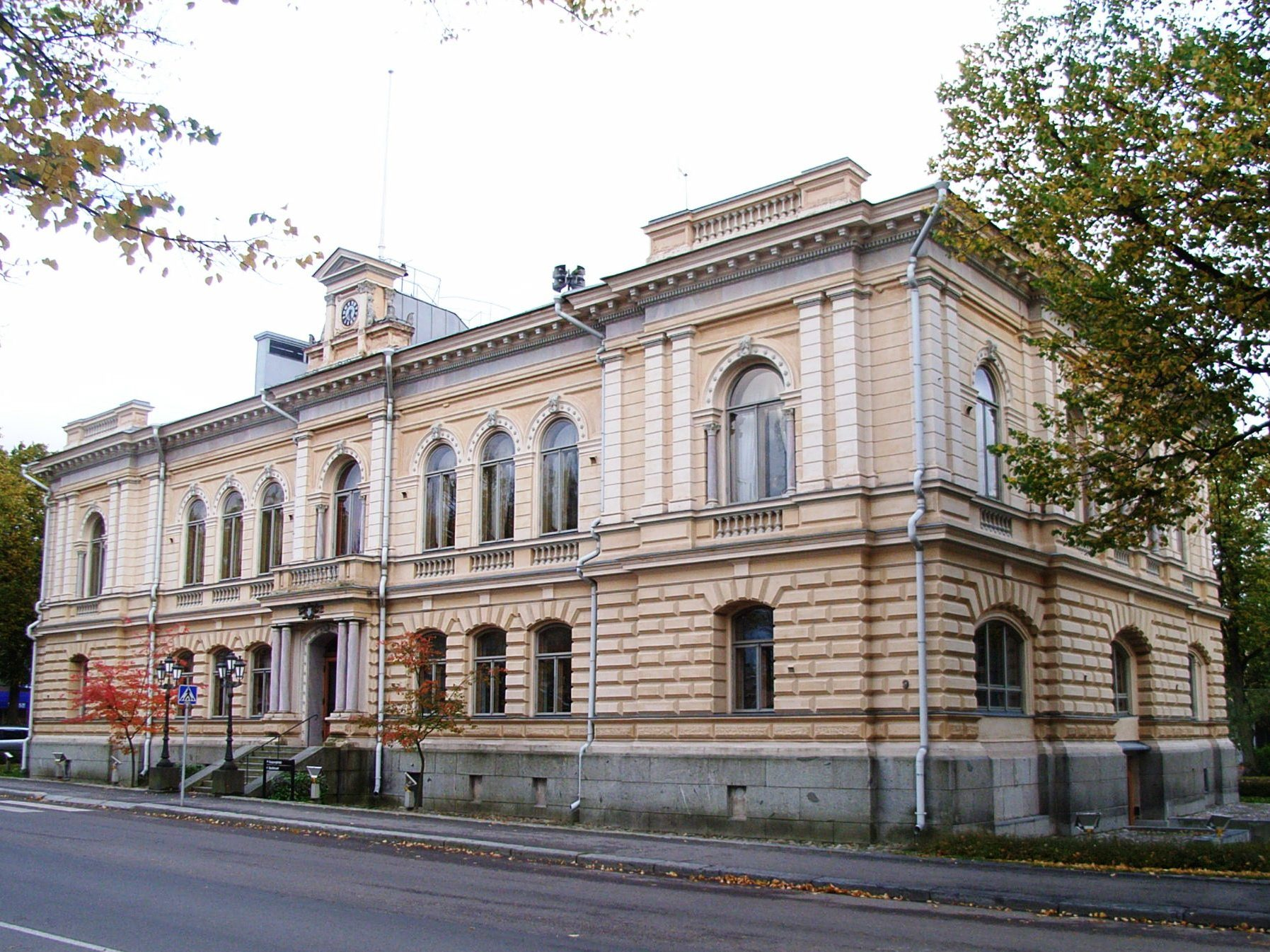
Neues Rathaus (1893)
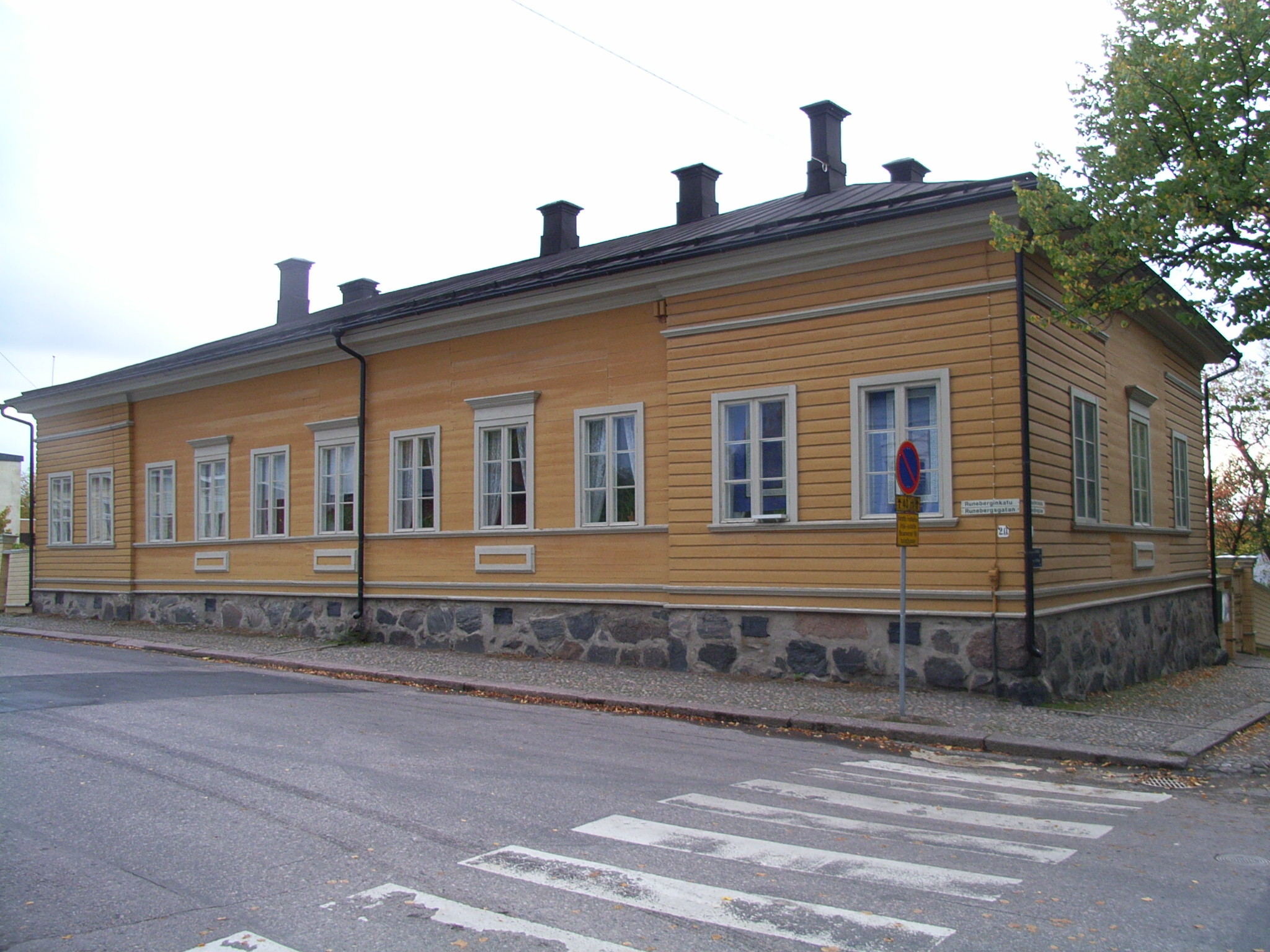
Ehem. Wohnhaus J. L. Runebergs, ein typisches Holzhaus im Empire-Stil des 19. Jahrhunderts
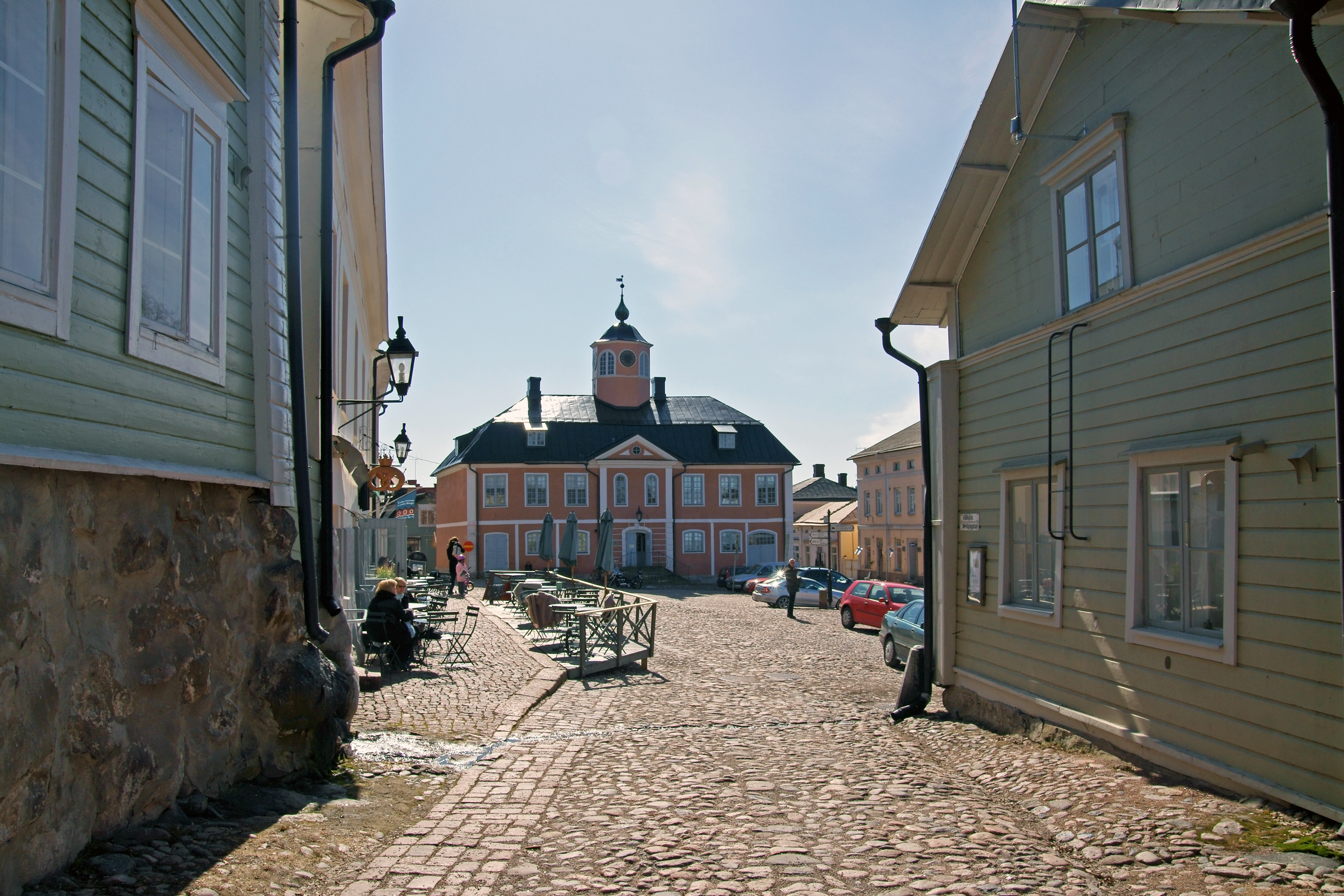
Rathausplatz
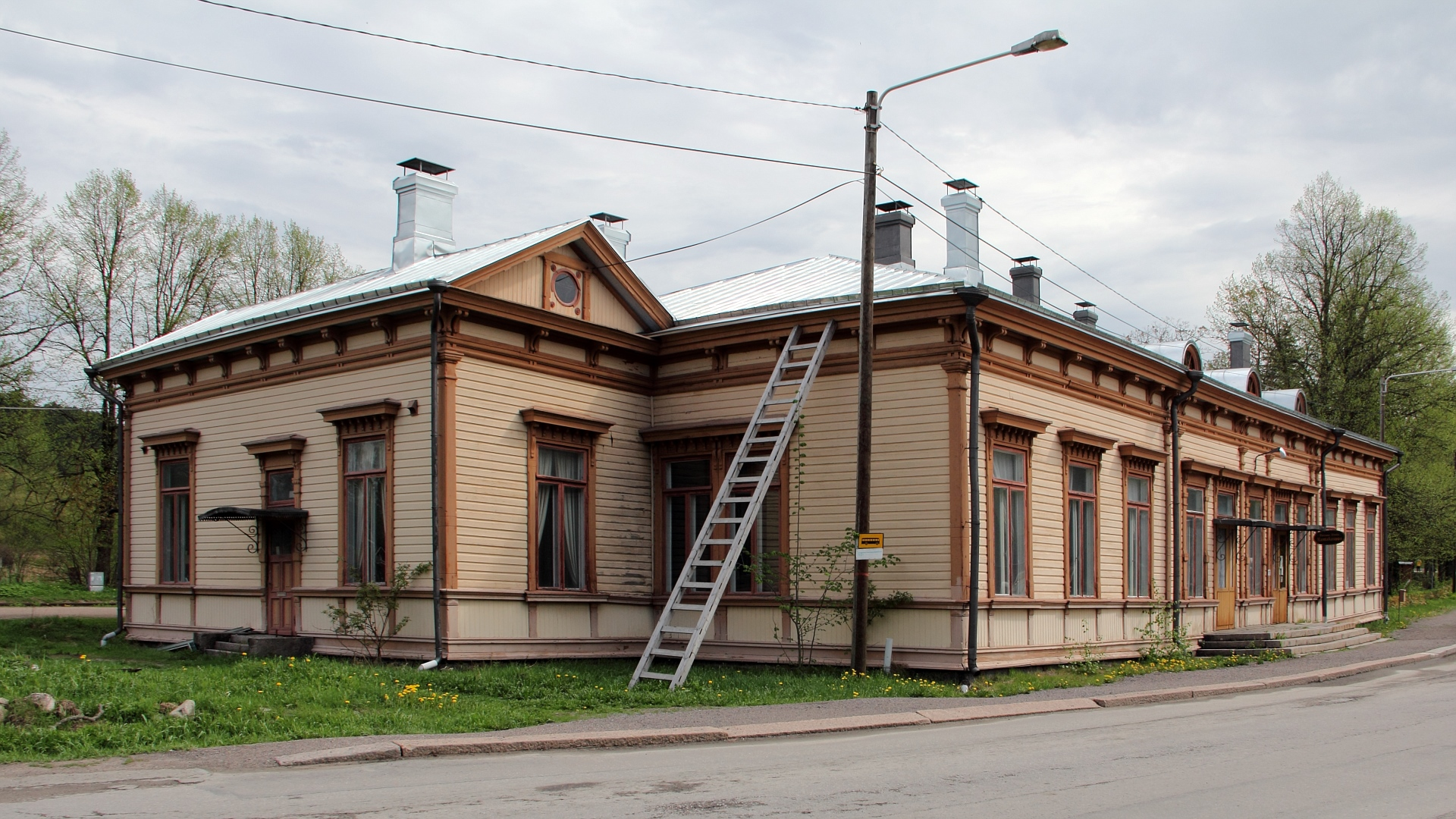
Ehemaliges Bahnhofsgebäude
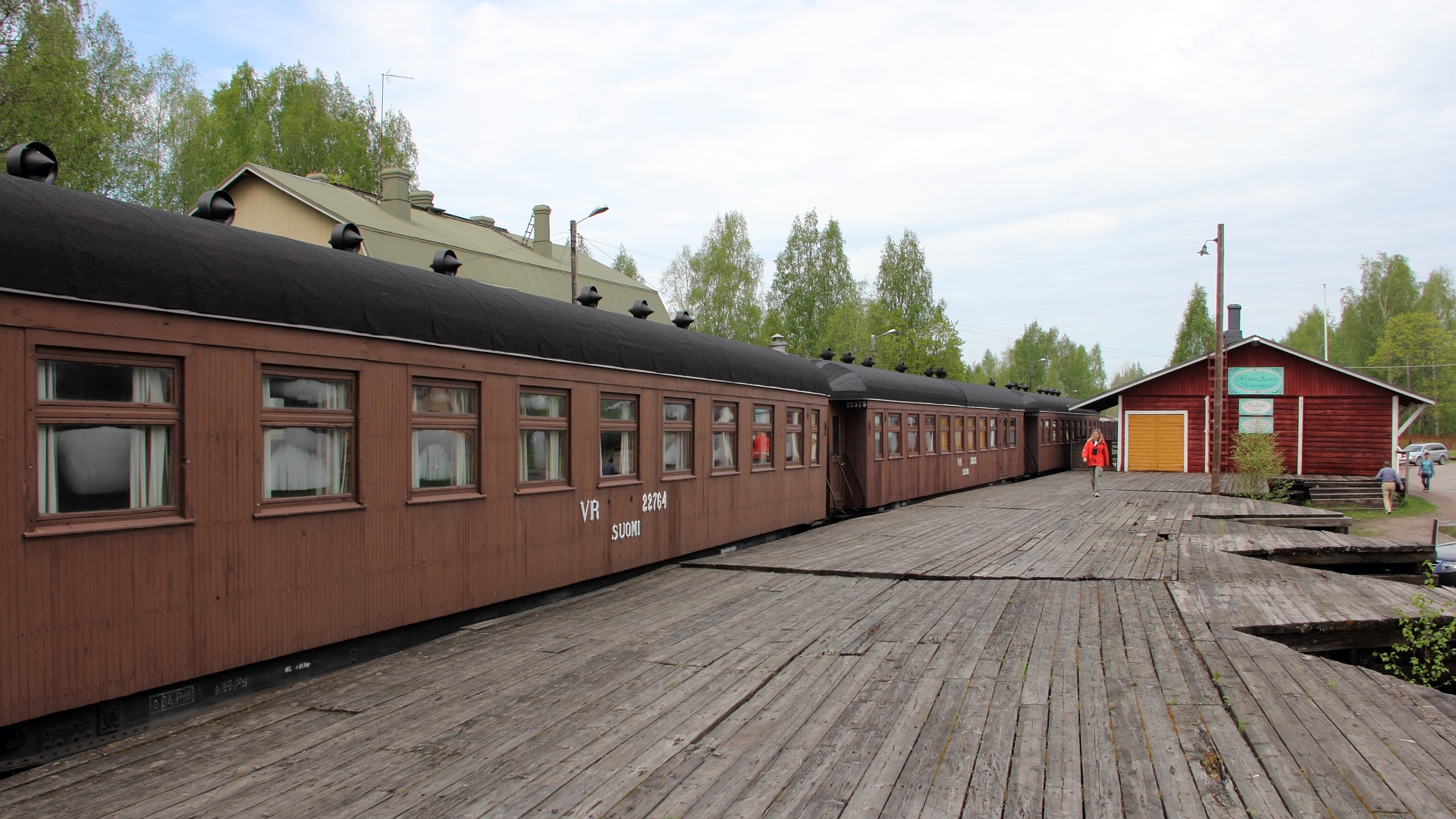
Museumseisenbahn

## Wappen
Beschreibung des Wappens: Im  blauen Schild ein nach links geöffneter silberner Feuerstahl. Der Feuerstahl oder Feuerstein in Form des Buchstabens C ist Anfangsbuchstabe von lateinisch castellum und entspricht borg im ursprünglich schwedischen Namen der Stadt Borgå. Dieses Wappen ist seit dem Jahr 1423 nachweisbar.

## Sport
Die lokale Mannschaft Borgå Akilles spielt die Sportart Bandy in der Bandyliiga, der höchsten Liga in Finnland, und wurde zweimal Landesmeister.

## Söhne und Töchter der Stadt
- Fredrik Adlercreutz (1793–1852), schwedischer Militär, Konsul und Gouverneur
- Ior Bock (Bror Holger Svedlin) (1942–2010), Fremdenführer, Autor, Schauspieler und Mythenerfinder
- Kjell Carlström (* 1976), Radrennfahrer
- Tommy Ekblom (* 1959), Leichtathlet
- Siri von Essen (1850–1912), Schauspielerin
- Klaus Härö (* 1971), Filmregisseur
- Harry Hannus (* 1949), Radrennfahrer
- Raul Hellberg (1900–1985), Radrennfahrer und Unternehmer
- Joonas Henttala (* 1991), Radrennfahrer
- Sami Hyypiä (* 1973), Fußballspieler
- Fredrik Jensen (* 1997), Fußballspieler
- Richard Jensen (* 1996), Fußballspieler
- Sara Kuivisto (* 1991), Leichtathletin
- Simo Lampinen (* 1943), Rallyefahrer
- Heikki Lehmusto (1884–1958), Turner
- Lauri Lehtinen (1908–1973), Leichtathlet und Olympiasieger
- Märta Lindholm (1914–1972), Gymnastiklehrerin
- Leena Peisa („Awa“), Keyboarderin der Band Lordi
- Fredrika Charlotta Runeberg (1807–1879), Schriftstellerin und Ehefrau von Johan Ludvig Runeberg (1804–1877)
- Linnea Skog (* 2003), Schauspielerin
- Pär Stenbäck (* 1941), Politiker
- Mikko Sumusalo (* 1990), Fußballspieler
- Klaus Suomela (1888–1962), Turner
- Riikka Tiilikainen (* 1990), Volleyballspielerin
- Ole Wackström (1932–2015), Radrennfahrer

## Städtepartnerschaften
| - Dinkelsbühl, Deutschland - Hamar, Norwegen - Hancock, Michigan, Vereinigte Staaten - Lund, Schweden - Tyresö, Schweden | - Viborg, Dänemark - Ventspils, Lettland - Viimsi, Estland - Viljandi, Estland - Kamień Pomorski, Polen |

## Trivia
Teile des amerikanischen Thrillers Der Schakal von 1997 wurden in Porvoo aufgenommen. Das alte Rathaus der Stadt erscheint im Film als „Hotelli Porvoo“ (dt.: Hotel Porvoo).